# Nymphe enlevée par un faune
 (mai 2024).
Nymphe enlevée par un faune est un tableau réalisé par le peintre français Alexandre Cabanel en 1860. Cette huile sur toile est une peinture mythologique qui représente une nymphe nue à l'instant où un faune l'enlève. Exposée au Salon de peinture et de sculpture en 1861 à Paris, elle fait partie des collections du musée d'Orsay. Elle se trouve depuis 1885 en dépôt au palais des Beaux-Arts de Lille, à Lille.